# ساسان آقایی
ساسان آقایی یک روزنامه‌نگار منتقد است که دربارهٔ سیاست ایران، سیاست خارجی، روابط بین‌الملل و لیبرالیسم و آمریکا می‌نویسد. او با بسیاری از روزنامه‌های ایران همکاری داشته و معاون سردبیر و دبیر تحریریه روزنامه اعتماد بوده‌است. آقایی همچنین وبلاگ «تریبون آزاد» را می‌نوشته و مدیر وبگاه خرداد در سال ۸۸ بود. وی به دلیل فعالیت رسانه‌ای‌اش تاکنون چهار بار در سال‌های ۱۳۸۱، ۱۳۸۸، ۱۳۹۱ و ۱۳۹۶ بازداشت شده است. به ادعای خودش در مستند شکنجه سفید، ساخته نرگس محمدی که از بی‌بی‌سی فارسی پخش شد، وی در آخرین بازداشت  ۱۰۰ روز را در سلول انفرادی گذرانده است.

## زندگی نامه

### در سال ۱۳۸۰ و ۱۳۸۱
وی کار مطبوعاتی خود را از سال ۱۳۸۰ آغاز کرده و در این مدت با رسانه‌های اصلاح‌طلب بسیاری مانند اعتماد، یاس‌نو، فرهیختگان، همبستگی، توسعه و … همکاری داشته‌است. او در سال ۱۳۸۱، در جریان تهیه گزارش از اعتراض در سالگرد اعتراضات ۱۸ تیر ۱۳۷۸ بازداشت و ۱۵ روز در انفرادی بازداشگاه ۲۴۰ به‌سر برد.

### در انتخابات ۱۳۸۸
این روزنامه‌نگار در پیش از انتخابات ریاست‌جمهوری سال ۱۳۸۸، از جمله حامیان کاندیداتوری عبدالله نوری بود و سایت «خرداد» را به عنوان پایگاه رسانه‌ای «هواداران اصلاحات ساختاری» اداره می‌کرد. پس از انتخابات نیز به مانند دیگر روزنامه‌نگاران، از جمله فعالان رسانه‌ای معترض به‌شمار می‌رفت.
بازداشت دوم ساسان آقایی در اول آذر ۸۸ و در جریان اعتراض‌های مردمی ایران به اعلام نتایج پس از انتخابات رخ داد. وی این‌بار پس از ۱۳۰ روز بازداشت، در فروردین ماه سال ۸۹ آزاد و سپس به اتهام «فعالیت تبلیغی علیه نظام» به یک سال زندان محکوم شد.

### پس از آزادی
وی پس از آزادی از زندان، از شهریور ۱۳۸۹، سردبیری مجله صبح آزادی را برعهده داشت که دیدگاه‌های نزدیکی به جنبش سبز و رهبران آن داشت و پس از ده شماره نیز در یادداشتی از این مجله خداحافظی کرد. صبح آزادی، چندی بعد نیز توقیف شد. این روزنامه‌نگار هم‌چنین از هشت سال پیش وبلاگ «تریبون آزاد» را می‌نوشت که این وبلاگ از سوی پرشن بلاگ بسته شد. از وی یادداشت‌هایی در سایت‌های روز، گویا، ادوار نیوز و سحام‌نیوز منتشر شده‌است. نام ساسان آقایی در میان امضاکنندگان بیش‌تر بیانیه‌های انتقادی سال‌های اخیر از جمله نامه ۲۹۳ نفر به چشم می‌خورد.

### بازداشت سوم
ساسان آقایی برای بار سوم در ۸ بهمن ۱۳۹۱ به همراه گروهی دیگر از همکارانش در دفتر روزنامه اعتماد بازداشت شد. در جریان این بازداشت‌ها، حدود ۱۷ روزنامه‌نگار همزمان از سوی مأموران امنیتی بازداشت و به زندان اوین منتقل شدند. این موج بازداشت که به «بازداشت فله‌ای روزنامه‌نگاران» شهرت یافت، از سوی قرارگاه عمار ترتیب داده شده بود و وزیر اطلاعات دولت احمدی‌نژاد، آن را «موفقیت نظام در بازداشت عناصر مرتبط با بیگانه» دانست. همزمان وزارت اطلاعات نیز بیانیه‌های متعددی علیه روزنامه‌نگاران بازداشتی صادر کرد اما بر اثر موج فشارهای داخلی و خارجی، ناچار به آزادی تدریجی روزنامه‌نگاران شد. ساسان آقایی، پس از گذراندن ۴۰ روز در انفرادی به همراه دو روزنامه‌نگار دیگر، آخرین گروه آزادشدگان از زندان بودند.

### بازداشت چهارم
آقایی بار دیگر در ۲۰ مرداد ۱۳۹۶ در دفتر کار خود در روزنامه اعتماد بازداشت شد. مأموران، اتاق و خانه او را تفتیش کردند و سپس این روزنامه‌نگار را به زندان اوین منتقل ساختند. بازداشت و دوره طولانی زندان انفرادی او با محکومیت بسیاری روبه‌رو شد. گزارشگران بدون مرز بازداشت او را «نقض فاحش آزادی رسانه‌ها و تهدید علیه همه روزنامه‌نگاران» دانست، نمایندگانی مانند علی مطهری و فاطمه سعیدی و الیاس حضرتی علیه بازداشت او موضع گرفتند و محمود صادقی، نماینده تهران «ابراز شرمساری کرد که ساسان آقایی در زندان به سر می‌برد». رادیوفرهنگ مدعی است که آقایی در این دوره برای اعتراف علیه دیگر روزنامه‌نگاران و همکارانش تحت فشار بود که این انفرادی بلندمدت با نامه نرگس محمدی در حمایت از او همراه شد. به ادعای خودش در مستند شکنجه سفید، ساخته نرگس محمدی که از بی‌بی‌سی فارسی پخش شد، وی در آخرین بازداشت  ۱۰۰ روز را در سلول انفرادی گذرانده است. برای بازداشت او، هچگونه مورد اتهامی مطرح نشده است.
سرانجام وی در ۲۹ آذر ۱۳۹۶ با قید وثیقه از زندان آزاد شد. پس از این دوره زندان و در پس اعتراضات دی ماه، ساسان آقایی علیه اصلاح‌طلبان موضع گرفت و دست به افشای بخشی از پشت‌پرده روابط اصلاح‌طلبان زد. در سال‌های اخیر از او به عنوان یکی از مروجان لیبرالیسم و اقتصاد آزاد یاد کرده‌اند. از او مقاله بلندی هم در مخالفت با قرارداد ۲۵ ساله ایران و چین منتشر شده که روزنامه اپک تایمز آن را به عنوان تیتر نخست خود برگزید. آقایی هم‌اکنون، پادکست مدبویز را سردبیری می‌کند.

## همچنین ببینید
- نقض حقوق روزنامه‌نگاران و خبرنگاران در جمهوری اسلامی ایران

## پیوندها به بیرون
- انتخابات ۸۸؛ سرکوب فعالان رسانه‌ای، ۱ کشته، ۱۰۸ بازداشت
- ساسان آقایی بازداشت شد[پیوند مرده]
- نامه ۲۹۳ روزنامه‌نگار به مراجع انگیزه اصلی دستگیری ساسان آقایی است ایران امروز
- نامه صدها روزنامه‌نگار و فعال سیاسی و مدنی به مراجع تقلید : در مقابل کودتاگران متحد شوید
- آخرین نامه ساسان آقایی روزنامه‌نگار دربند خطاب به مردم ایران، هرگونه ابراز ندامت در زندان را باور نکنید
- ساسان آقایی آزاد شد؛ آخرین وضعیت هنگامه شهیدی رادیو فردا
- آزادی ساسان آقایی و ضرورت پایان دادن به بازداشت غیرقانونی روزنامه نگاران ویا آزادی با وثیقه‌های سنگین
- خبر تابناک
- دیدار عبدالله نوری با ساسان آقایی و خانواده عمادالدین باقی
- نامه ۱۱۸ روزنامه‌نگار داخل کشور به زندانیان اعتصاب کننده‌ی غذا
- یادداشتی برای یکی از هم‌بندیان بایگانی‌شده  در ۴ مارس ۲۰۱۶ توسط Wayback Machine
- نشریه صبح آزادی بسته شد
- غروب صبح آزادی
- سرِ نخ دست کیست؟